# Dobie Gray
Pour les articles homonymes, voir Gray.
Dobie Gray (né le 26 juillet 1940 à Simonton au Texas, mort le 6 décembre 2011 à Nashville, Tennessee) était un chanteur américain, dont la carrière a été variée, dans des styles allant de la soul à la country et à la pop.

## Biographie
Son titre le plus connu est Drift Away, sorti en 1973. Son premier succès a été “The ‘In’ Crowd, en 1965.

## Albums
- Look (Stripe, 1963)
- Dobie Gray Sings For "In" Crowders (Charger, 1965)
- Pollution (Prophecy/Atlantic, 1970)
- Pollution II (Prophecy/Atlantic, 1971)
- Drift Away (Decca/MCA, 1973) US #64
- Loving Arms (MCA, 1974) US #188
- Hey Dixie (MCA, 1975)
- New Ray Of Sunshine (Capricorn, 1976)
- Let Go (Capricorn, 1977)
- The Best Of Dobie Gray (Gallo, 1978)
- Dobie Gray & Mary Wells (Gusto Inc., 1978)
- Midnight Diamond (Capricorn, 1978) US #174, R&B #72
- Dobie Gray (Infinity, 1979)
- Welcome Home (Equity / Robox, 1981)
- From Where I Stand (Capitol/EMI/Amer., 1986)
- Love’s Talkin’ (Capitol/EMI/Amer., 1987)
- Dobie Gray: His Very Best (Razor & Tie, 1996)
- Diamond Cuts (Dobie Gray Prods., 1998)
- Soul Days (CDMemphis, 2001)
- Dobie Gray: The Ultimate (Universal Hip-O, 2001)
- Songs Of The Season (Dobie Gray Prods., 2001)
- Dobie Gray: A Decade of Dobie (1969–1979) (UMG/Select-O-Hits, 2005)